# Lucas Euser
Pour les articles homonymes, voir Euser.
Lucas Euser (né le 5 décembre 1983 à Napa, Californie) est un coureur cycliste américain.

## Biographie
Lucas Euser naît le 5 décembre 1983 à Napa en Californie, aux États-Unis.
En 2005, il court pour la formation Webcor Builders. 
En 2006, il entre dans l'équipe TIAA-CREF, qui devient ensuite Slipstream Chipotle, Garmin-Chipotle, puis Garmin-Slipstream.
En 2010, il est membre de l'équipe SpiderTech-Planet Energy qui devient l'année suivante SpiderTech-C10.
Il entre en 2013 dans la formation UnitedHealthcare. Fin 2014 ses dirigeants annoncent qu'il fera toujours partie de l'effectif de la formation UnitedHealthcare en 2015.

## Palmarès et classements mondiaux

### Palmarès sur route
- 2008[1]
  - Univest Grand Prix
  - 4e étape du Tour de Géorgie (contre-la-montre par équipes)

### Classements mondiaux
| Année            | 2007 | 2008 | 2009 | 2010 | 2011  | 2012 | 2013 | 2014 |
| ---------------- | ---- | ---- | ---- | ---- | ----- | ---- | ---- | ---- |
| UCI America Tour | 249e | 67e  |      |      | 232e  | 205e | 30e  | 382e |
| UCI Europe Tour  |      |      |      |      | 1087e |      |      |      |